# Harriet Heise
Harriet Claire Heise (* 20. Mai 1966) ist eine deutsche Fernseh-Journalistin und Moderatorin.

## Leben
Heise wuchs im Kreis Pinneberg auf und  machte ihr Abitur in Halstenbek. An der Universität Hamburg studierte sie Volkswirtschaftslehre und Politikwissenschaft.
Zunächst arbeitete sie als Reporterin beim Privatfernsehen. Anschließend moderierte sie dort das Regionalfenster Guten Abend RTL für die Länder Schleswig-Holstein und Hamburg.
2002 wechselte Heise zum NDR, bei dem sie seitdem das Schleswig-Holstein Magazin moderiert.
Harriet Claire Heise lebt in der Nähe von Neustadt in Holstein, ist verheiratet und Mutter zweier Söhne. Sie ist im Vorstand der Bürgerstiftung Region Neustadt/Holstein und Schirmherrin der Schleswig-Holsteinischen Krebsgesellschaft.